# Bari González
Bari Manuel González Modernell (Santa Lucía, 4 de julio de 1924 - 26 de noviembre de 1995) fue un político uruguayo, perteneciente al Partido Nacional.

## Trayectoria
Militó desde los 16 años en la lista 4 del partido Nacional en el departamento de Canelones. En las elecciones de 1946 fue elegido edil departamental, cargo para el que fue reelecto en dos ocasiones.
Trabajó en la Corte Electoral de Canelones y en 1954 pasó a desempeñar funciones en el sector rural de la Caja de Jubilaciones.
Acompañó al caudillo Luis Alberto de Herrera y en 1954 fue elegido diputado por Canelones, iniciando una dilatada carrera parlamentaria que se extendería durante casi medio siglo. 
Ingresó a la Cámara de Diputados en las elecciones de 1958 que marcarían el triunfo del Partido Nacional en todo el país. Fue reelecto varias veces. En las elecciones de 1971 con su lista 4 fue uno de los diputados más votados de la historia del Uruguay. Accedió al senado en 1972 y 1973 como suplente de Jorge Barbot Pou. Ocupó su banca de diputado hasta el Golpe de Estado del 27 de junio de 1973.
En 1980 optó por el No en el plebiscito constitucional de 1980. Trabajó activamente de cara a las elecciones internas de 1982. En las elecciones de 1984 que marcaron el retorno a la democracia, acompañó a Dardo Ortiz, sin resultar electo. Fue en ocasión de los comicios de 1989 que González tuvo su retorno al Parlamento, acordando un lugar en el Senado como suplente en la lista de Gonzalo Aguirre.